# Aechmea werdermannii
Aechmea werdermannii là một loài thực vật có hoa trong họ Bromeliaceae. Loài này được Harms mô tả khoa học đầu tiên năm 1935.